# Ignore Grief
Ignore Grief è il tredicesimo album in studio del gruppo musicale statunitense Xiu Xiu, pubblicato nel 2023.

## Tracce
1. The Real Chaos Cha Cha Cha – 5:18
2. 666 Photos of Nothing – 3:52
3. Esquerita, Little Richard – 3:34
4. Maybae Baeby – 3:30
5. Tarsier, Tarsier, Tarsier, Tarsier – 4:24
6. Pahrump – 4:22
7. Border Factory – 3:01
8. Dracula Parrot, Moon Moth – 3:07
9. Brothel Creeper – 2:58
10. For M. – 8:18

## Formazione
- Jamie Stewart – voce, sintetizzatore, harmonium, percussioni, double reed flute, altri strumenti
- Angela Seo – voce, piano, gongs, mixer, percussioni
- David Kendrick – percussioni, batteria